# Parque Nacional de Little Inagua
O Parque Nacional de Little Inagua é um parque nacional na região de Little Inagua, nas Bahamas. A reserva foi criada em 2002 e tem uma área de 62,800 acres (254 km2), incluindo a ilha e as suas águas circundantes.

## Flora e fauna
O parque é um local de nidificação de tartarugas marinhas.